# Ger Maas
Germaine (Ger) Maas, (Wiltz, 4 februari 1931 – ?, 28 maart 2020) was een Luxemburgs kunstschilder, graficus en auteur.

## Leven en werk
Germaine of Ger Maas was een dochter van onderwijzer en schilder Pierre Maas en Marie Dahlem. Maas groeide op in Wiltz, waar ze het pensionaat van de Sœurs de la Doctrine Chrétienne bezocht. Kort na de Tweede Wereldoorlog werd ze een leerling van Lucien Wercollier aan de École d'Artisans de l'Etat in Luxemburg-Stad. Ze studeerde verder aan de École supérieure des arts modernes en Académie Julian in Parijs (1949-1951) en de kunstacademie van München (1952-1956). Ze kreeg nog les van Oskar Kokoschka aan diens Schule des Sehens in Salzburg (1961), maakte studiereizen naar Libanon en Marokko en werkte enige tijd op het Cité Internationale des Arts in Parijs (1966).
Maas schilderde bloemstillevens, landschappen en levendige taferelen, waarbij ze meerdere technieken gebruikte. Ze illustreerde boeken van onder anderen Lex Jacoby, Rosemarie Kieffer, Paul Noesen, Isabelle Oberweis en Emil Schaus en uitgaven van Tsjechov en Poesjkin. Vanaf de jaren 50 was Maas ook actief als auteur van Duitstalige proza en poëzie. Ze was redacteur van de Revue (1951-1952) en schreef gedichten en de rubriek "Das kleine Wort von hier" in de Luxemburger Wort, die ze zelf illustreerde. In 1951 schreef ze met haar vader het sprookje Die Sonnenprinzessin im Kartoffelfeld. Ze was lid van de Association des Ecrivains Catholiques Luxembourgeois en de Cercle Artistique de Luxembourg (CAL) en nam met haar schilderijen en grafisch werk deel aan de jaarlijkse salons du CAL. Ze had solo-exposities in onder meer Galerie Steinzel in München (1955), een schoolzaal in Remich (1957), de Cercle municipal in Luxemburg-Stad (1961) en Galerie Montenapoleone in Milaan (1967) In 1966 vertegenwoordigde ze Luxemburg op de Salon européen des femmes-peintres in Nancy, samen met Triny Beckius, Georgette Beljon, Monique Brackel, Solange Frégnac, Thérèse Frégnac, Josée Gloden, Nina Grach-Jascinsky, Marie-Ange Heiden, Christiane Heinen, Huguette Heldenstein, Erny Heuertz, Loulou Heuertz, Valérie Kuborn, Hélène Meer, Marie-Jeanne Molitor, Irène Nadler, Vanna Solofrizzo, Germaine Spiesse en Lily Unden.
In 1976 werd Maas, naast onder anderen Pierre Berchem en Roger Dornseiffer, benoemd tot ridder in de Orde van Verdienste van het Groothertogdom Luxemburg. In 1979 publiceerde ze met Martin Gerges het boek Carnet Mosellan, waarvoor ze bijna dertig aquarellen en gouaches van het Moezellandschap maakte. Kunsthistoricus en -criticus Jos Cappa, Maas' tweede echtgenoot, publiceerde in 2006 een biografisch boek over haar. 
Ger Maas overleed in 2020, op 69-jarige leeftijd. In Sanem werd een straat naar haar vernoemd.

## Enkele werken
- 1954 illustraties voor Der Fremde, novelle van Lex Jacoby. Luxemburg: Editions du Centre.
- 1961 illustraties voor 'Job, der Baumeister van Paul Noesen. Luxemburg: Éditions Saint-Paul.
- 1968 ontwerp postzegel voor Caritas Luxembourg.
- 1979 publicatie Carnet Mosellan, in samenwerking met Martin Gerges. Luxemburg: Imprimerie Centrale.